# Jason Mitchell
Jason Mitchell (Nova Orleães, 5 de Janeiro de 1987) é um ator americano. Ele é conhecido por retratar Eazy-E em 2015 no filme Straight Outta Compton.

## Carreira
Mitchell teve papéis em filmes como Contrabando e Broken City, ambos os quais estrelou Mark Wahlberg. Em 2015, Mitchell estrelou como rapper Eazy-E na biografia Straight Outta Compton do grupo de gangsta rap N.W.A., com o seu desempenho significativo sendo atendidas com louvor pela crítica. Em 2016 ele apareceu em Keanu, que estrelou Keegan-Michael Key e Jordan Peele.

## Filmografia
| Cinema | Cinema                   | Cinema           |
| Ano    | Filme                    | Papel            |
| ------ | ------------------------ | ---------------- |
| 2011   | Texas Killing Hums       | 7-Eleven Cashier |
| 2012   | Contraband               | Walter           |
| 2012   | Dragon Eyes              | J-Dog            |
| 2013   | Broken City              | Cast Friend #1   |
| 2015   | Major Crimes             | Twizz            |
| 2015   | Straight Outta Compton   | Eazy-E           |
| 2015   | Vincent-N-Roxxy          | Cordell          |
| 2016   | Keanu                    | Bud              |
| 2016   | The Masterpiece          | Nate             |
| 2016   | Barry                    |                  |
| 2017   | Kong: Skull Island       | Glenn Mill       |
| 2017   | Mudbound                 |                  |
| 2017   | Untitled Detroit project |                  |

## Principais prêmios e indicações
| Ano  | Resultado | Premiação                           | Indicação                                           |
| ---- | --------- | ----------------------------------- | --------------------------------------------------- |
| 2015 | Indicado  | Empire Award for Best Male Newcomer | Melhor Ator Revelação / Por: Straight Outta Compton |